# Kamehameha III.

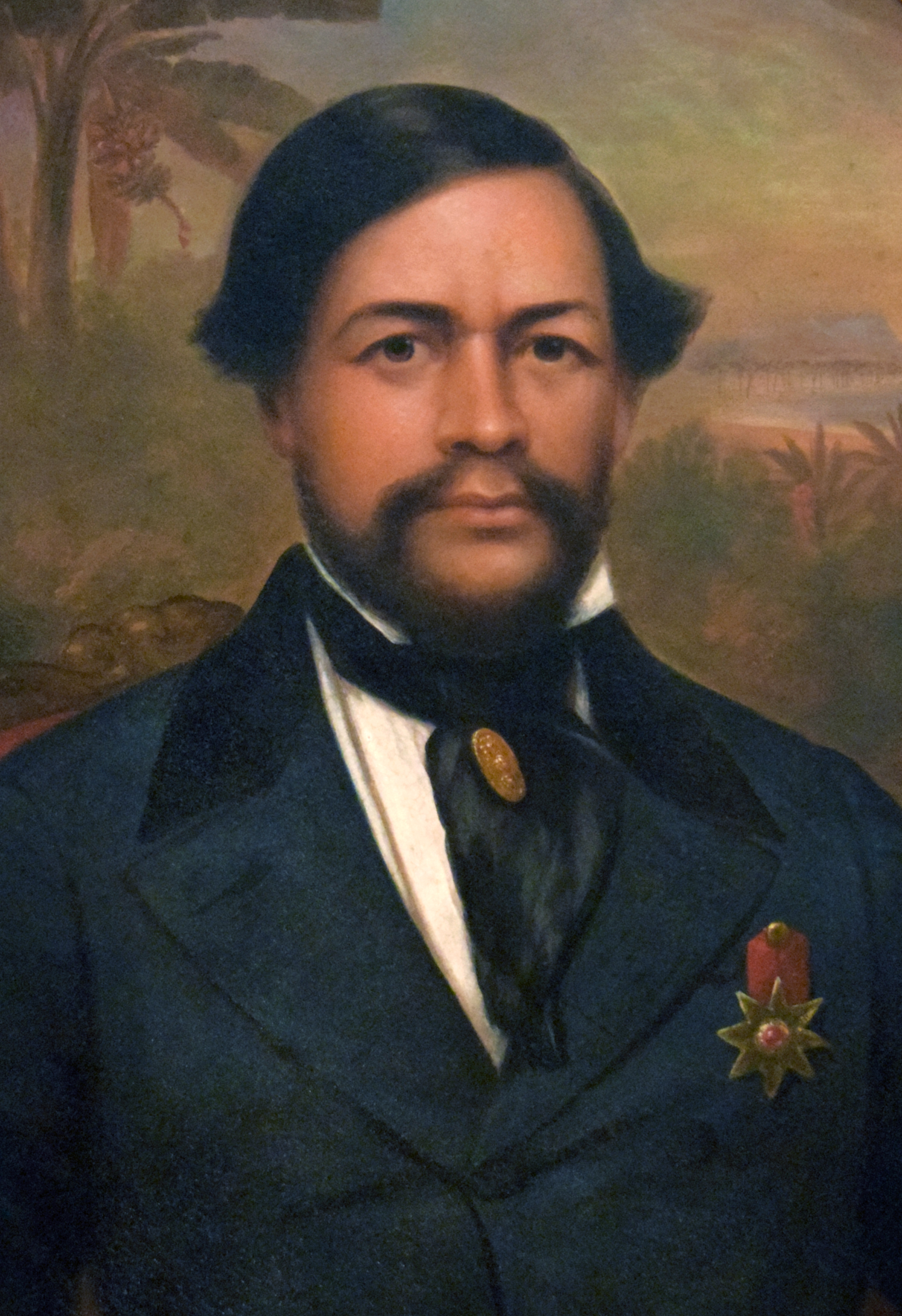
Porträt von Kamehameha III.

Kamehameha III., eigentlich Kauikeaouli, (* 17. März 1813; † 15. Dezember 1854 in Honolulu) war von 1825 bis zu seinem Tod König von Hawaiʻi.

## Leben
Kauikeaouli war der Sohn von Kamehameha I. und dessen ranghöchster Gemahlin Keōpūolani.
1825 nach dem Tod seines Bruders Kamehameha II. wurde er minderjährig im Alter von neun Jahren König von Hawaii. Aufgrund seiner Jugend blieb Kuhina Nui Kaʻahumanu bis zu ihrem Tod 1832 Regentin. Nach einer schwierigen, durch eine puritanische Erziehung geprägten Kindheit war er lange Zeit zwischen den hawaiischen Traditionen und den moralischen Forderungen der amerikanischen Missionare hin- und hergerissen. Er liebte seine Schwester Nahienaena (ca. 1815–1836), mit der er ein Kind hatte, das sofort nach der Geburt starb. Die Chiefs verlangten, dass er sie gemäß der Tradition heiraten sollte, während die Missionare das für eine Sünde hielten. Gegen den Widerstand der Chiefs heiratete er nach Nahienaenas Tod 1837 Kalama (1817–1870), die Tochter des hawaiischen Flottenchefs. Mit ihr hatte er zwei Kinder.

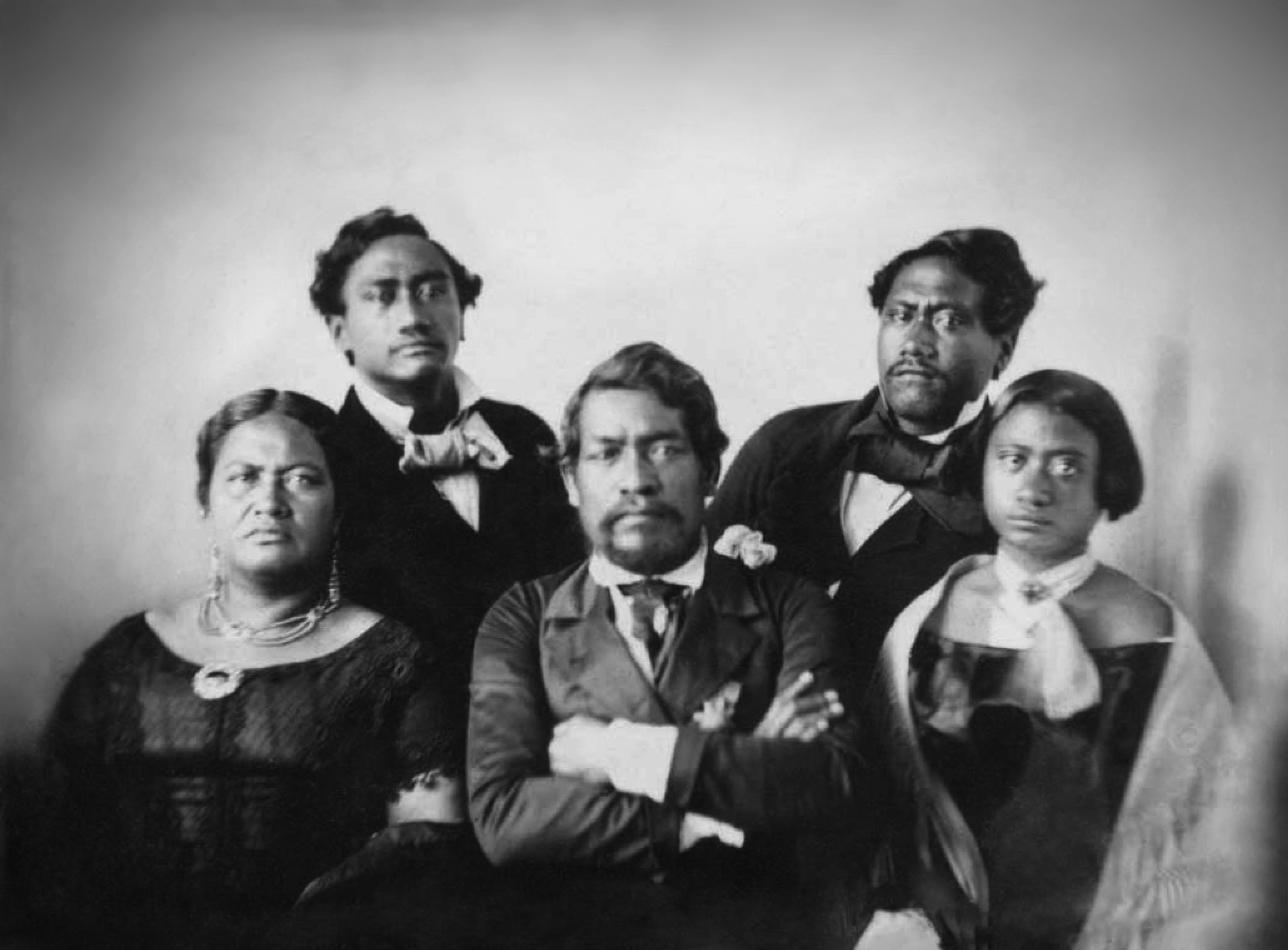
Kamehameha III., mit seiner Frau Kalama, seiner Nichte Victoria und seinen Neffen, den späteren Königen Kamehameha IV. (links hinten) und Kamehameha V. (rechts hinten), ca. 1853

Nach einigen Unruhen festigte er seine Position und arbeitete an der hawaiischen Regierungsbildung. Dabei wurde er von Beratern unterstützt und erkannte den Nutzen in dem westlichen Modell. So verfasste er 1840 eine erste Erklärung der Rechte. Auch ließ er auf Druck Frankreichs die katholische Mission zu. In der Mitte des Jahres 1840er wurde Hawaii vom Vereinigten Königreich, Frankreich und den USA als unabhängiger Staat anerkannt. Diese erste Verfassung für Hawaii regelte das Justizwesen, die Exekutive sowie die Neuordnung des Landbesitzes in der „Großes Māhele“ (Landreform) von 1848. Damit verwandelte er Hawaii in eine konstitutionelle Monarchie.
Unter ihm wurde Hawaii ein bedeutendes Walfanggebiet, und hawaiisches Zuckerrohr wurde sehr begehrt. Im Jahre 1845 verlegte Kamehameha III. seinen Regierungssitz von Lāhainā (Maui) nach Honolulu auf der Insel Oʻahu, die ab 1850 ständige Hauptstadt wurde. Er bezog als Residenz das Gebäude, das später den Namen ʻIolani erhielt.
Die Regentschaft Kamehameha III. war mit 19 Jahren die längste der hawaiischen Geschichte. Der König starb plötzlich im Dezember 1854, möglicherweise an einem Schlaganfall.